# Басов, Василий Николаевич
Василий Николаевич Басов (31 декабря 1918 — 15 декабря 1962, Москва) — советский художник, лауреат Сталинской премии (1951).

## Биография
Родился 31 декабря 1918 года. Жил и работал в Москве.
Окончил Московское государственное академическое художественное училище памяти 1905 года (1938) и Московский художественный институт им. В. Сурикова (1948). Его педагогами в институте были И. И. Чекмазов, М. Ф. Шемякин, П. Д. Покаржевский.
Был членом Союза художников СССР. С 1943 года участвовал в выставках, в том числе во всесоюзных, проходивших в Москве в 1949, 1950, 1955 и 1960 годах. Также картины Басова выставляли в Польше (1951, 1955), Китае (1954), Болгарии (1956), Румынии (1956). Персональные выставки состоялись в Москве в 1957 и 1964 годах. Работы хранятся в Государственной Третьяковской галерее в Москве, Государственном художественном музее Алтайского края в Барнауле, в Нижнетагильском музее изобразительных искусств, в частных собраниях.
В 1951 году удостоен Сталинской премии II степени в области изобразительного искусства за картину «Власть Советам — мир народам», созданную совместно с Николаем Мещаниновым, Виктором Прибыловским и Михаилом Суздальцевым.
Умер 15 декабря 1962 года в Москве. Похоронен на Введенском кладбище (уч. 17). Там же была похоронена его сестра, художница Архелая Николаевна Басова (1914—1977).

## Творчество
Был сторонником реализма в живописи. Среди его работ — пейзажи, портреты, жанровые картины в манере соцреализма. Много внимания уделял теме села.
Картина Басова «В. И. Ленин среди крестьян села Шушенского» изображена на советской марке 1953 года.